# Eleanor Abernathy
Pour les articles homonymes, voir Abernathy.
Eleanor Abernathy, plus couramment appelée la Folle aux chats, est un personnage récurrent de la série Les Simpson.

## Biographie
Eleanor Abernathy a été assistante vétérinaire. Elle apparaît pour la première fois dans la série Les Simpson dans l'épisode Le Journal de Lisa Simpson. On voit son évolution dans l'épisode Tous les huit ans. À 8 ans c'est une enfant normale, à 16 ans une élève brillante, à 22 ans elle adopte un chat dans la clinique ou elle travaille. Enfin, de nos jours, elle est devenue la folle aux chats.
Atteinte d'une grave maladie mentale (syndrome de Noé), elle vit en permanence avec ses très nombreux chats, d'où son surnom de Folle aux chats. Elle jettera l'un de ses chats vers Lisa qui le recueillera, tous ses précédents chats étant morts. Il s'agit de Boule de Neige V. Homer parie même avec elle qu'elle ne peut pas lancer un chat au-dessus de leur maison, ce qu'elle fera très aisément.
Elle fait également une très courte apparition dans Les Simpson, le film, dans lequel elle lave ses chats dans le lac comme elle laverait du linge sale (savon compris).
On l'entend parler quelques fois normalement dans toute la série : la première quand elle prend des médicaments pour sa maladie mentale, la deuxième au débat pour le mandat du maire, la troisième lors du flash-back montrant son renvoi du cabinet d'avocat. Quand un inventeur met au point une machine traductrice entre le langage normal et celui de malades mentaux, elle en profite pour demander un nouveau chat. Dans la saison 22 on l'entend parler normalement dans plusieurs épisodes, dont la dernière fois dans A Midsummer's Nice Dreams. On peut l'entendre dire quelque chose de compréhensible lorsque Homer parie qu'elle n'arrive pas à lancer un chat par-dessus le toit : « Ah ouais ? ».